# Perxe del carrer Major
El Perxe del carrer Major és una obra de Cabassers (Priorat) inclosa a l'Inventari del Patrimoni Arquitectònic de Catalunya.

## Descripció
Arc de mig punt rebaixat i que, amb un gruix de 50 cm, suporta una casa sobre el carrer Major, tot obrint pas d'aquest carrer al de Sant Jordi. Per un dels costats pren suport sobre el mateix pilar que aguanta una de les arcades gòtiques del carrer Major.

## Història
L'arcada és una de les moltes que suporta una perxa i de les que sembla que n'hi havia hagut unes quantes més al poble.